# Daniel H. Rich
Daniel Hulbert Rich (* 12. Dezember 1942 in Fairmont, Minnesota) ist ein US-amerikanischer Chemiker (Peptidchemie, pharmazeutische Chemie).
Rich studierte an der University of Minnesota Chemie mit dem Bachelor-Abschluss 1964 und wurde 1967 an der Cornell University in organischer Chemie promoviert. Als Post-Doktorand war er an der Cornell University, war 1968/69 Forschungschemiker bei Dow Chemical und 1968/70 an der Stanford University. Ab 1970 war er Assistant Professor an der University of Wisconsin–Madison (School of Pharmacy), wo er 1975 Associate Professor und 1981 Professor für medizinische Chemie wurde und gleichzeitig auch Chemieprofessor an der Chemie-Fakultät war. 1994 erhielt er eine WARF Professur. 2005 wurde er Associate Dean für Forschung und Graduiertenstudium und 2006 wurde er emeritiert.
Er forscht zur Synthese und Konformationsanalyse cyclischer Peptide und die Entwicklung und Synthese von Inhibitoren von therapeutisch bedeutenden Enzymen. Dafür beriet er auch viele Pharmafirmen und seine Arbeit über Aspartatproteasen war auch Grundlage der Entwicklung der HIV-Proteaseinhibitoren. 
Rich veröffentlichte über 250 wissenschaftliche Artikel und bildete 35 Doktoranden und  rund 100 Post-Doktoranden aus.
Er erhielt den Vincent du Vigneaud Award (1990), den Ralph F. Hirschmann Award in Peptide Chemistry (1993), 1999 den Arthur C. Cope Scholar Award der American Chemical Society (ACS), den R. Bruce Merrifield Award (1999), den ACS Division of Medicinal Chemistry Research Achievement Award der American Association of Pharmaceutical Scientists, den Humboldt-Forschungspreis (1993), den E. Smissman Award der ACS Division of Medicinal Chemistry und den George Herbert Hitchings Award for Innovative Methods in the Design and Discovery of Drugs (1992). Er war das erste Mitglied der ACS Division of Medicinal Chemistry Hall of Fame und erhielt den Outstanding Alumni Achievement Award der University of Minnesota. Er ist Fellow der American Association for the Advancement of Science.